# Renault Ellypse
Der Renault Ellypse (Projektname Z13) ist ein Konzeptfahrzeug der französischen Firma Renault, das im Jahre 2002 auf dem Pariser Autosalon vorgestellt wurde.

## Motor
Der Ellypse wird von einem 1,2 Liter 16V mit 98 PS (72 kW) angetrieben und bietet ein maximales Drehmoment von 200 Nm. Das Common-Rail-Einspritzsystem wurde mit piezoelektronischen Einspritzdüsen verbessert und liefert jetzt einen Druck von 2.000 bar. Geschaltet wird durch ein überarbeitetes Automatikgetriebe. So soll der Ellypse nach Herstellerangaben nur 85 g CO2/km und 3,2 Liter Diesel/100 km verbrauchen. Die CO2-Werte werden von einem Vierwegekatalysator permanent erfasst und warnen gegebenenfalls, wenn die Werte stark abweichend sind. Zusätzlich hilft ein 12 kW Startergenerator den Verbrauch niedrig zu halten. Bei Kurzfahrten kann dieser Generator den Dieselmotor ersetzen.

## Innovation
Über das gesamte Dach sind Solarzellen verteilt, die das Bordnetz speisen. Die Türen auf der Beifahrerseite haben einen besonderen Clou. Man kann, trotz fehlender B-Säule, die Türen einmal auf die herkömmliche Art und einmal wie Flügeltüren öffnen. Im Innenraum findet man eine wellenförmige Linienführung. In der Frontmitte findet man eine Armaturentafel mit zwei Displays, wo der Fahrer und die Passagiere alle wichtigen Daten entnehmen, die Klimaanlage, das Radio usw. bedienen können.
Dank des neuen Startergenerators mit 42 Volt statt der bisherigen 12 Volt, kann man mehr elektrische Verbraucher im Wagen unterbringen. Zusätzlich kommt eine neue „X-by-Wire“ Technik zum Einsatz, die die Hydrauliksysteme ersetzt und nun Stellmotoren für die Servolenkung und die Bremsen verwendet. Somit sind weniger Flüssigkeiten im Ellypse, was dem Leitsatz (Umweltschutz) dieses Autos noch verstärkt.